# Рідновірство в Україні
Рідновірство в Україні — оцінки кількості рідновірів в Україні, мають значення що декількох тисяч.

## Історія
У 1934 році проф. Володимир Шаян під час перебування в Карпатах відчув необхідність відродження давньоукраїнської віри в Лицарському Ордені. У 1943 році організовує «Орден Лицарів Бога Сонця», який був релігійно-політичною фундацією. Найвидатнішою сучасною послідовницею Шаяна в Україні є доктор філософських наук, етнолог, релігієзнавець, професор Галина Лозко (або інакше Волхвиня Зореслава).

Так міфологізується нині образ засновника відродження рідної віри В. Шаяна. Хоча язичництво в Україні постало і до нього, але про ці факти відомо лише вузькому колу. Зокрема ветеран ОУН-УПА, християнин Петро Войновський у своїх спогадах з обуренням згадував, що керівник ОУН на українських землях в складі Румунії Орест Зибачінський опікувався молодіжною групою, яка відмовилась від християнства та «відроджувала язичництво, віру в Дажбога та Перуна». На зауваження про відречення від християнства він відповів:
Я вільна освічена людина та знаю, як мені вчинити, аби не заплямувати своє ім'я територіального керівника ОУН. Один з головних принципів нашої націоналістичної Організації — воля людини…
Це свідчення відноситься до 1936 р., коли В. Шаян ще не писав праць з ідеології рідної віри. О. Зибачинський (1912—1993) після розколу ОУН на «мельниківців» і «бандерівців» став одним із командирів середньої ланки в ОУН(м), після війни виїхав до Австралії, писав книги філософського змісту.
У 1964 році Лев Силенко почав проповідувати РУНВіру («Рідна українська національна віра»), у 1979 році дописав книгу «Мага Віра» — священну книгу РУНВіри, основною метою якої є реформування «давньої політеїстичної віри Русів» в «монотеїстичну релігію сучасного зразка, на чолі з Даждбогом».
Обидва діячі (В. Шаян та Л. Силенко) — високо оцінили появу «Влес-Книги» у 1950—1960-х роках. Рідновір'я стало «масовою течією в Україні та Росії» лише після «розпаду СРСР» (починаючи з 1991 року).
Тоді ж, з середини 1990-х, назва «рідновір'я» стала широко вживатися у ЗМІ України та Росії.
Із самого початку виникнення рідновір'я мало на меті «відродження рідної культури та національного світогляду українців, білорусів, слов'ян взагалі».
Проте в XXI столітті кількість рідновірів, які вірили у Велесову книгу, почала стрімко зменшуватися, появилися або шляхом утворення, або відділення інші течії язичництва, які відкинули її в силу різних чинників. Цьому посприяло виключення Велесової книги зі шкільної програми, через наукову думку, що вважає цю книгу підробкою. Але головним чинником стало поширення серед рідновірів результатів наукових експертиз цієї пам'ятки та розчарування самих рідновірів здатністю цієї книги стати наставником в ідеології язичництва, а також взаємозаперечення уривків книги та невідповідність її філософії реальній науковій базі.
Сучасне становище в Україні таке — голови релігійних напрямків РПК, РВРПВ, СРУВ, РУН-Віра більше не вивчають Велесову книгу, але іноді використовують деякі тексти з неї в практиках. ОРУ вважає її досі оригінальним текстом. В РФ відношення тих хто відмовився від Велесової Книги та тих, хто досі її використовує таке саме — КЯТ, ВК, ССО СРВ її відклали до кращих часів.

## Течії рідновір'я в Україні
Течії рідновір'я в Україні виникли, починаючи з 1990-х років
| Назва течії                   | Керівник                                   | Дата створення                                                     | Структура                                                                                               | Навчальні заклади | Основа вчення |
| ----------------------------- | ------------------------------------------ | ------------------------------------------------------------------ | --- | --- | --- |
| Об'єднання Рідновірів України | Верховна волхвиня Галина Лозко (Зореслава) | 24.05.2001                                                         | 31 громада та 9 представництв у регіонах України (за станом на 10.10.11).                               | Діють академія УДАР (Українська Духовна академія рідновірів) та школи Української рідної віри при громадах. www.oru.org.ua | Традиційне рідновір'я. Основа вчення: українське православне рідновір'я, Велесова книга, праці В.Шаяна та Г.Лозко     |
| РУН-віра                      | Лев Силенко                                | 03.12.1966 офіційно зареєстрована перша громада РУНВіри (в Чикаго) | Найрозвиненіша течія «українського рідновір'я» в США. В Україні та за кордоном є діючі громади. 1 храм. | Існує декілька сайтів: www.runvira.in.ua, www.slovoor.info                                                                 | Основа вчення: священна книга «Мага Віра»; український неокульт п'ятого покоління, Велесова книга, праці Льва Силенка |
| Великий Вогонь                | Г. Боценюк (Князь Огін)                    | Перша громада — початок 1992 р.                                    | 10 громад, представники у різних містах, , офіційні представники в РФ і США                             | Існує заочна духовна школа у м. Житомирі.                                                                                  | Традиційне рідновір'я. Основа вчення: «Совість огніщанина»                                                            |

Коментарі до Таблиці:
- На початку 1990-х паралельно з громадами РУНВіри почали створюватись та гуртуватись рідновіри «звичаєвої (традиційної) Рідної Віри». Першою з них була зареєстрована 1993 року Київська Громада українських язичників «Православ'я», яку й нині очолює Верховна волхвиня України-Русі Зореслава (Галина Лозко). Її ж зусиллями в травні 2001 р. було зареєстровано «Об'єднання Рідновірів України» як Релігійний центр Об'єднання релігійних громад рідновірів України (тоді 13 громад).
- Громади Рідної Української Віри діють з 1994 р. на Вінниччині. У грудні 2000 р. було зареєстровано «Собор Рідної Української Віри» (11 громад на 2010 р.); «Головою духовного правління» Орієм Безверхим велась та ведеться активна проповідницька діяльність (його праці «Наука Рідної Віри», «Волховник рідновіра», «Дажбожа Віра» (у співавторстві з Божедаром Беднарчиком та Зоряною Пірус). Послідовники Собору РУВ сповідують прадавню єдинобожну віру в Дажбога легендарного народу Антів, збережену українськими знахарськими родами. Вчення Собору РУВ стверджує, що Поділля — серце України — оскільки саме тут найдовше Болохівські князі до 1620 р. боронили рідну віру. Також, на березі річки БОГ (Південний Буг) була головна святиня скіфів — Ескампей (Божа дорога), було знайдено Збруцький Образ, та найдавніший символ Дажбога — Трисуття.
- Слов'янська духовна течія «Великий Вогонь»[4] із заочною школою в м. Житомир. Керівник — Геннадій Боценюк (Князь Огін). Дата проголошення створення 17.08.1990. Є представництва в Болгарії (Софія) та Росії (Москва). Офіційне видання руху газета «Язичник». Налагоджені тісні контакти з Кругом Язичницької Традиції з Росії.

Варто зазначити, що усі громади «традиційного рідновір'я» — толерантно ставляться один до одного.